# Relations entre la Bulgarie et la Finlande
Les relations entre la Bulgarie et la Finlande sont les relations bilatérales de la Bulgarie et de la Finlande, deux États membres de l'Union européenne.

## Histoire

### Avant l'indépendance de la Finlande
Durant la guerre russo-turque de 1877 et 1878, près de deux cents soldats venant de Finlande ont participé à la guerre russo-turque.
Entre 1880 et 1818, le général finlandais Johan Casimir Ehrnrooth fut ministre de la Guerre, de l'Intérieur et des Affaires étrangères de Bulgarie, puis Premier ministre.

### Indépendance de la Finlande
La Bulgarie a reconnu l'indépendance de la Finlande le 27 février 1918 et les relations furent officiellement établies le 19 juillet suivant. 

### Après la Seconde Guerre mondiale
Après la Seconde Guerre mondiale, les relations furent rétablies le 4 juin 1948.

### Adhésion à l'Union européenne
La Finlande adhère à l'Union européenne en 1995. La même année, la Bulgarie présente sa demande d'adhésion. C'est sous la présidence finlandaise du Conseil de l'Union européenne en 1999 que les négociations d'adhésion ont commencé.

## Sources

## Compléments